# Hamish Bond
Hamish Byron Bond (Dunedin, 13 de febrero de 1986) es un deportista neozelandés que compitió en remo y, ocasionalmente, en ciclismo. Su hermano Alistair compitió en el mismo deporte.
Participó en cuatro Juegos Olímpicos de Verano, obteniendo en total tres medallas de oro, en Londres 2012 y Río de Janeiro 2016 en la prueba de dos sin timonel, y en Tokio 2020 en ocho con timonel, además del séptimo lugar en Pekín 2008 (cuatro sin timonel).
Ganó ocho medallas de oro en el Campeonato Mundial de Remo entre los años 2007 y 2015.
En 2013 fue nombrado miembro de la Orden del Mérito de Nueva Zelanda. Fue el abanderado de Nueva Zelanda en la ceremonia de apertura de los Juegos de Tokio 2020.

## Palmarés internacional
| Juegos Olímpicos   | Juegos Olímpicos          | Juegos Olímpicos | Juegos Olímpicos   |
| Año                | Lugar                     | Medalla          | Prueba             |
| ------------------ | ------------------------- | ---------------- | ------------------ |
| 2012               | Londres (Reino Unido)     | Medalla de oro   | Dos sin timonel    |
| 2016               | Río de Janeiro (Brasil)   | Medalla de oro   | Dos sin timonel    |
| 2020               | Tokio (Japón)             | Medalla de oro   | Ocho con timonel   |
| Campeonato Mundial |                           |                  |                    |
| Año                | Lugar                     | Medalla          | Prueba             |
| 2007               | Múnich (Alemania)         | Medalla de oro   | Cuatro sin timonel |
| 2009               | Poznań (Polonia)          | Medalla de oro   | Dos sin timonel    |
| 2010               | Cambridge (Nueva Zelanda) | Medalla de oro   | Dos sin timonel    |
| 2011               | Bled (Eslovenia)          | Medalla de oro   | Dos sin timonel    |
| 2013               | Chungju (Corea del Sur)   | Medalla de oro   | Dos sin timonel    |
| 2014               | Ámsterdam (Países Bajos)  | Medalla de oro   | Dos sin timonel    |
| 2014               | Ámsterdam (Países Bajos)  | Medalla de oro   | Dos con timonel    |
| 2015               | Aiguebelette (Francia)    | Medalla de oro   | Dos sin timonel    |